# Skórcz
Skórcz (niem. Skurz) – miasto w północnej Polsce, w województwie pomorskim, w powiecie starogardzkim, położone na północno-wschodniej granicy Borów Tucholskich, na Kociewiu.
Wieś królewska w starostwie osieckim w powiecie nowskim  województwa pomorskiego w II połowie XVI w. W latach 1975–1998 miasto administracyjnie należało do województwa gdańskiego. Miasto położone na trasie dwóch (obecnie zawieszonych) linii kolejowych: nr 218 (Szlachta - Myślice) i nr 243 (Skórcz - Starogard Gdański). 
Według danych z 1 stycznia 2018 roku Skórcz liczył 3 609 mieszkańców.

## Struktura powierzchni
Według danych z roku 2002 Skórcz ma obszar 3,67 km², w tym:
- użytki rolne: 56%
- użytki leśne: 7%

Miasto stanowi 0,27% powierzchni powiatu.

## Historia
Historycznymi wariantami nazewniczymi miasta były kolejno: Schorcz, Scoricz, Schoritz, Schorczk, Skorcz, Skorczke, Skurcz i Skorć.
Skórcz utożsamiany jest ze Scurgonem, osadą na Szlaku bursztynowym, która została zaznaczona na powstałej w II w. mapie Ptolemeusza.
W XIV w. powstał gotycki kościół w Skórczu. W czasie wojny trzynastoletniej w 1458 roku w bitwie pod Skórczem Polacy odnieśli zwycięstwo nad Krzyżakami. Za czasów I Rzeczypospolitej Skórcz był wsią królewską w starostwie osieckim w powiecie nowskim w województwie pomorskim Korony Polskiej. Po I rozbiorze Polski w zaborze pruskim. W 1866 roku w Skórczu powstał pierwszy na Pomorzu Gdańskim polski Bank Ludowy. 
Od 3 do 27 listopada 1906 roku w miejscowej szkole elementarnej odbył się strajk dzieci przeciwko nauczaniu religii w języku niemieckim. W strajku wzięły udział dzieci z rodzin Chyłów, Szyszkowskich, Kądzielów i Langów. Strajk był elementem znacznie większej akcji biernego oporu wobec pruskich władz szkolnych, która na przełomie 1906 i 1907 roku objęła ponad 460 (!) szkół w prowincji Prusy Zachodnie, czyli przedrozbiorowe Pomorze Gdańskie, ziemię chełmińską i ziemię lubawską oraz część Krajny. Inspiracją dla strajków pomorskich były wcześniejsze działania dzieci w prowincji wielkopolskiej, ze słynnym strajkiem we Wrześni (1901) na czele. W 1966 roku przed współczesną szkołą przy ul. J. Hallera odsłonięto głaz z tablicą upamiętniającą jubileusz 60-lecia strajku.
Skórcz powrócił do Polski po odzyskaniu niepodległości, w 1920 roku, kiedy do miasta wkroczyły wojska gen. Józefa Hallera.
Skórcz otrzymał w roku 1929 miejskie uprawnienia finansowe, a w roku 1934 prawa miejskie. W czasie II wojny światowej miasto było okupowane przez Niemcy. Skórcz został zajęty w dniach 3/4 marca 1945 roku przez oddziały 46 Dywizji Piechoty 108 Korpusu Armijnego i jednostki 105 Korpusu Armijnego ze składu 65 Armii II Frontu Białoruskiego.
W 1992 roku utworzono samodzielną gminę miejską Skórcz poprzez wyłączenie obszaru miasta z dotychczasowej gminy miejsko-wiejskiej.

## Demografia
Dane z 30 czerwca 2004 roku:
| Opis                              | Ogółem | Ogółem | Kobiety | Kobiety | Mężczyźni | Mężczyźni |
| --------------------------------- | ------ | ------ | ------- | ------- | --------- | --------- |
| jednostka                         | osób   | %      | osób    | %       | osób      | %         |
| populacja                         | 3532   | 100    | 1808    | 51,2    | 1724      | 48,8      |
| gęstość zaludnienia (mieszk./km²) | 962,4  | 962,4  | 492,6   | 492,6   | 469,8     | 469,8     |

Według danych z 30 czerwca 2009 roku miasto miało 3564 mieszkańców.
- Piramida wieku mieszkańców Skórcza w 2014 roku[3]:

## Zabytki i miejsca pamięci

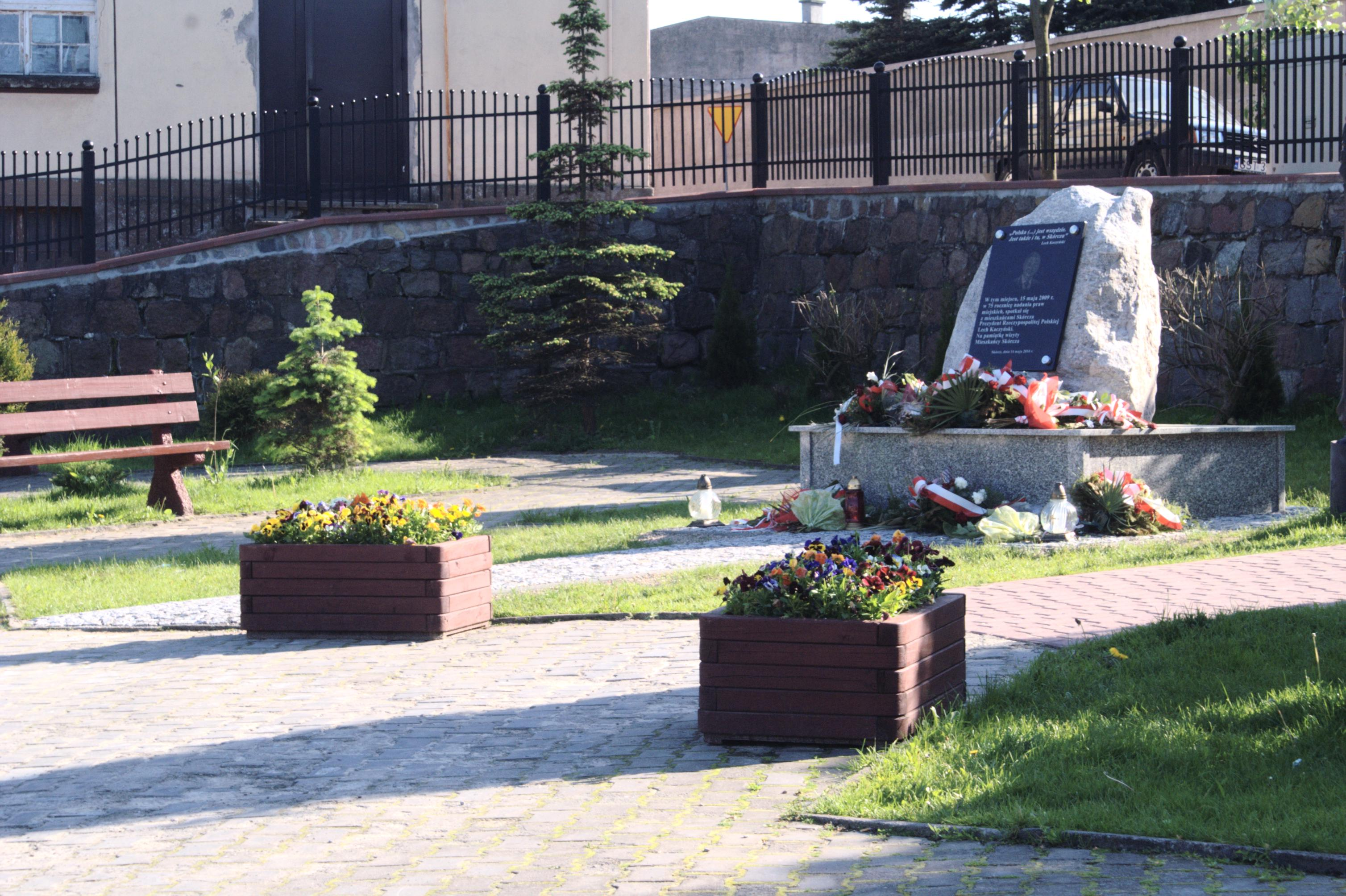
Pomnik Lecha Kaczyńskiego

Według rejestru zabytków NID na listę zabytków wpisane są:
- zespół urbanistyczny miasta, nr rej.: 8A-958 z 5.04.1979,
- kościół parafialny pw. Wszystkich Świętych, poł. XIV, XVI, XIX, nr rej.: A-322 z 10.09.1962,
- kamienica, ul. Sobieskiego 10,1908, nr rej.: A-1887 z 6.06.2012.

Głównym zabytkiem miasta jest gotycki kościół Wszystkich Świętych, wzniesiony w XIV w. Ponadto znajdują się tu zabytkowe domy i kamienice.
W maju 2010 roku w Skórczu odsłonięto pierwszy w Polsce pomnik Lecha Kaczyńskiego. Na terenie miasta znajduje się także tablica upamiętniająca miejsce hitlerowskiego obozu pracy dla mieszkańców Skórcza i okolic, tablica upamiętniająca mord 76 kobiet narodowości żydowskiej w lutym 1945 roku, pomnik upamiętniający strajk szkolny na Kociewiu z 1906 roku i inne.

## Sąsiednie gminy
Osiek, Skórcz (gmina wiejska)

## Galeria zdjęć

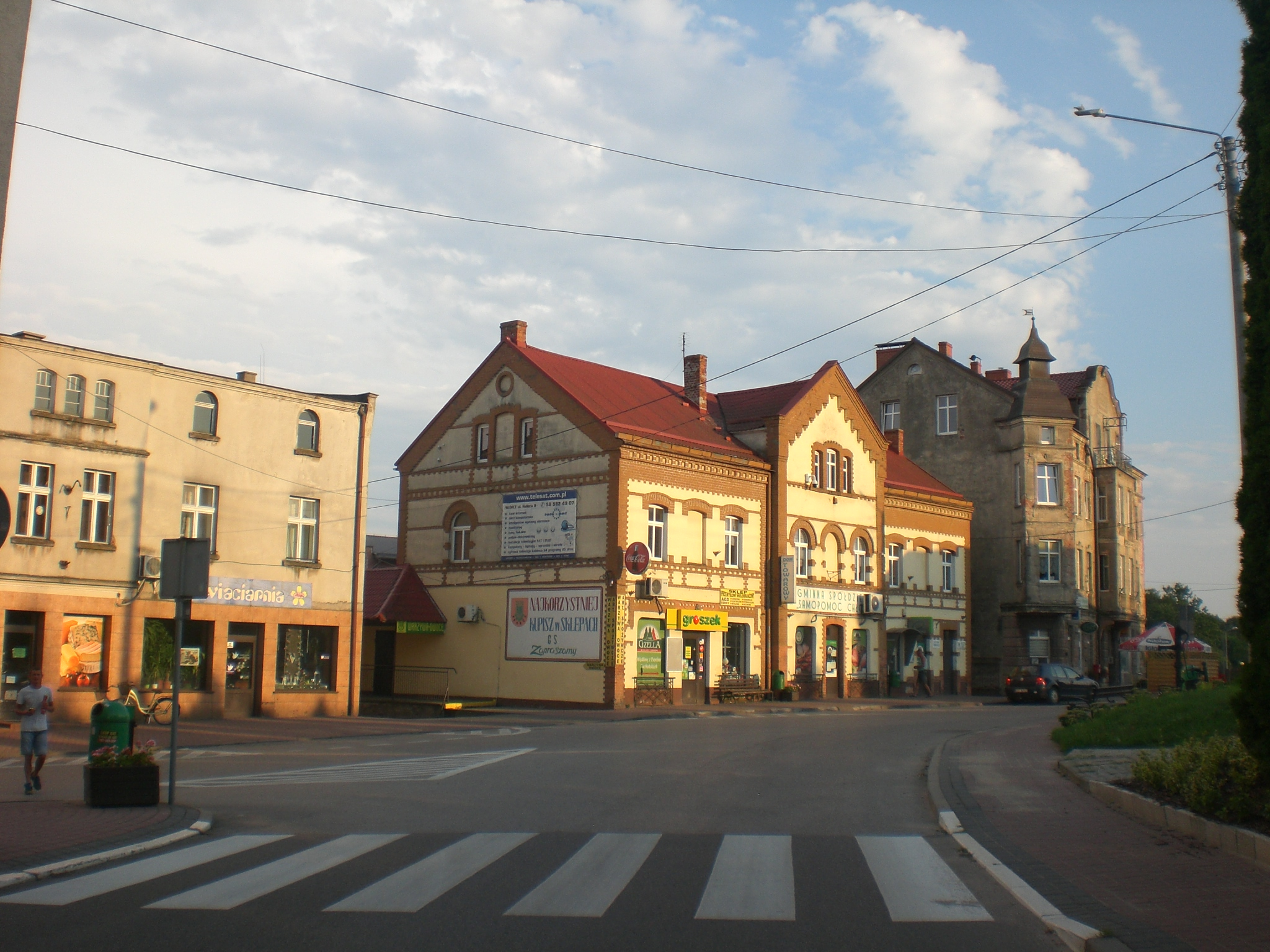
Kamienice w Skórczu
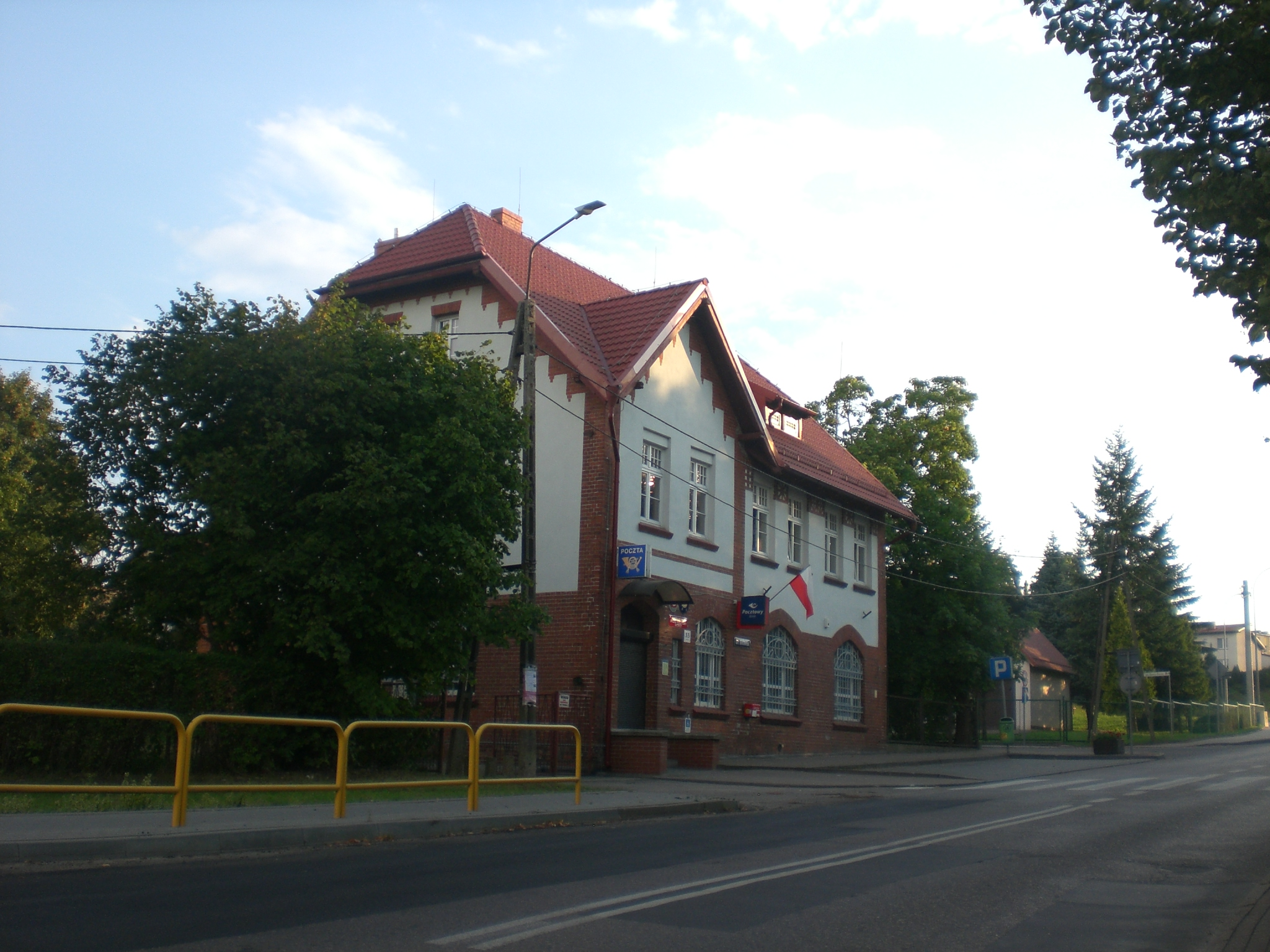
Gmach poczty
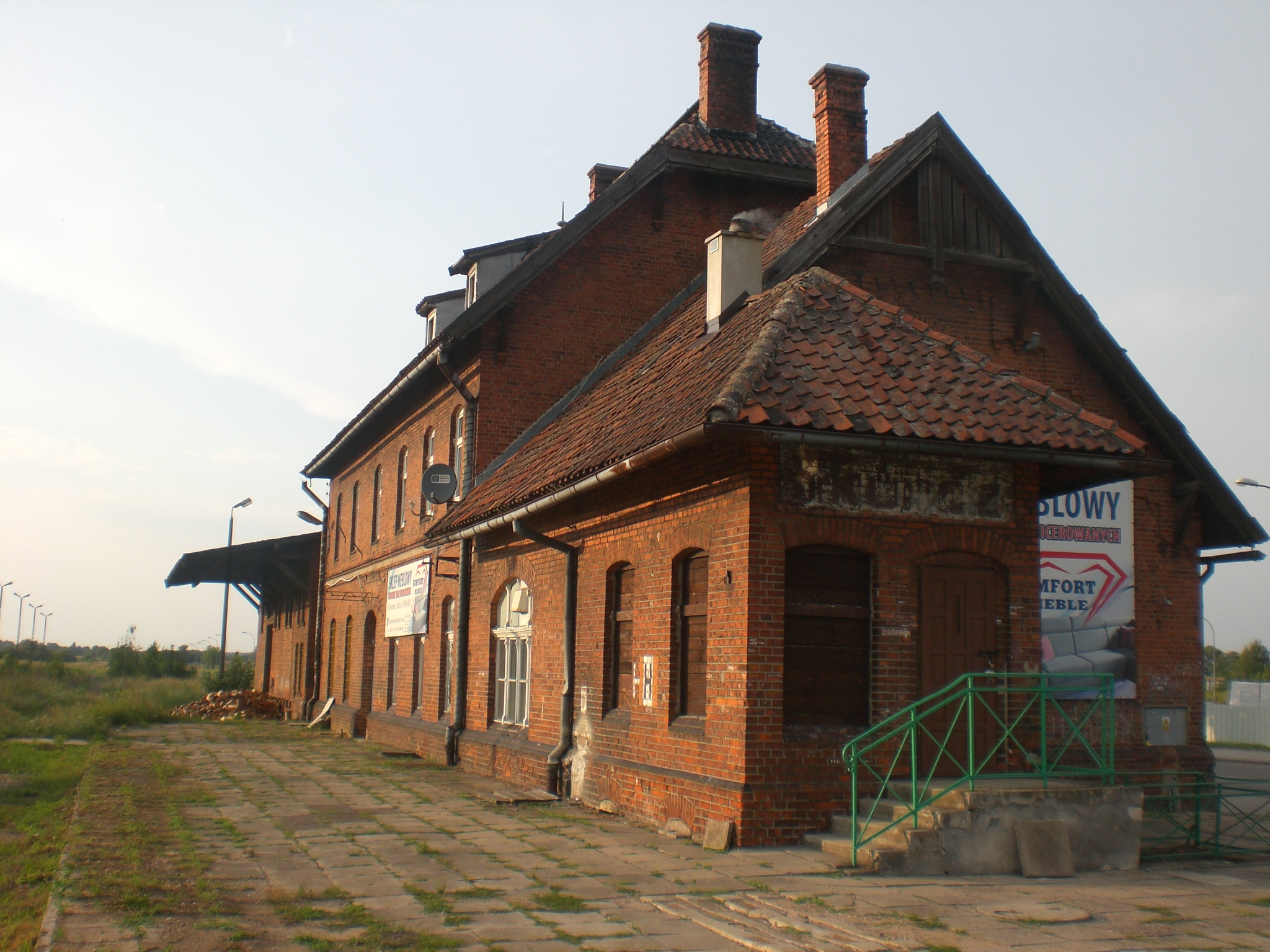
Dawny dworzec kolejowy
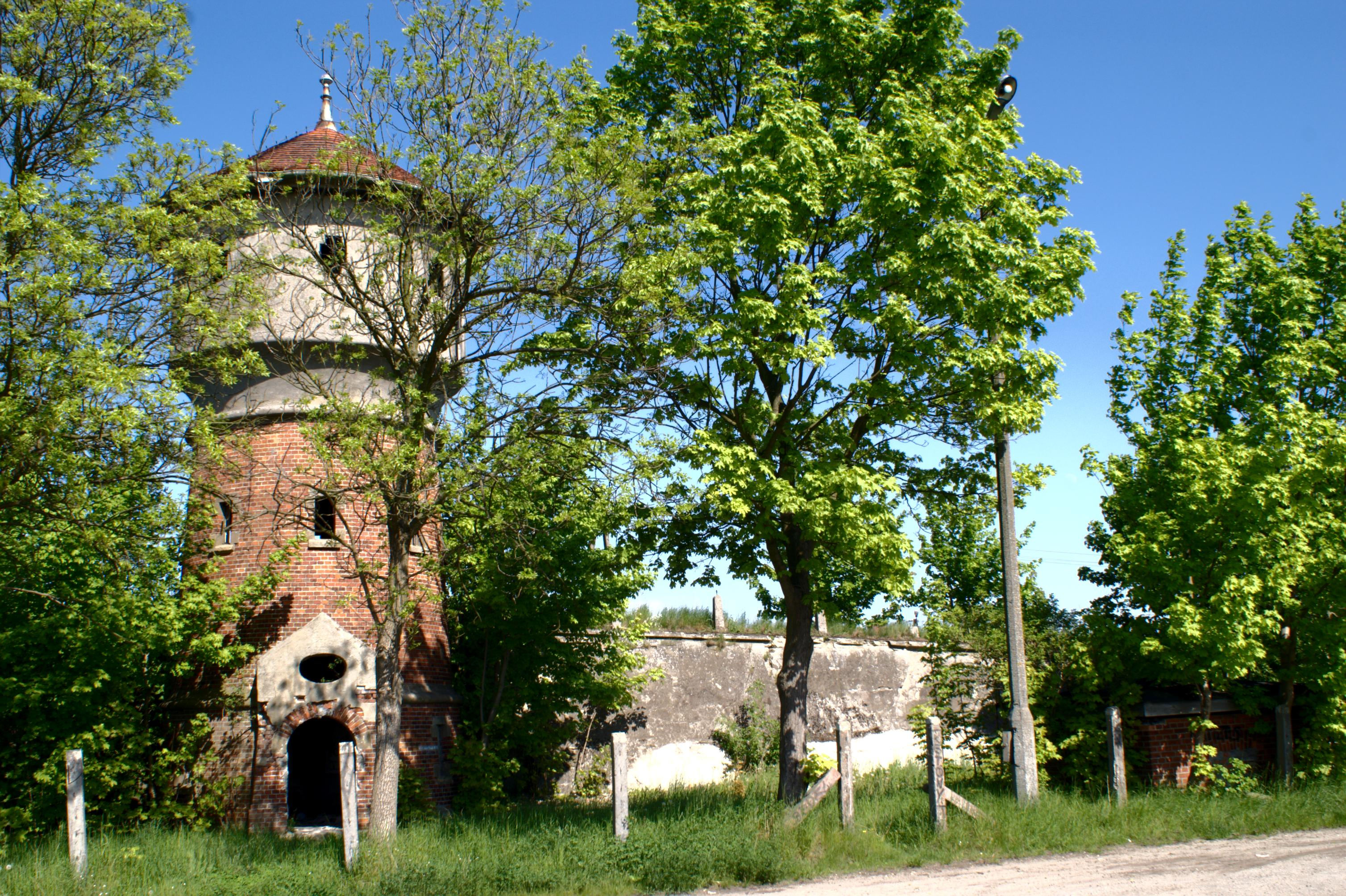
Kolejowa wieża ciśnień
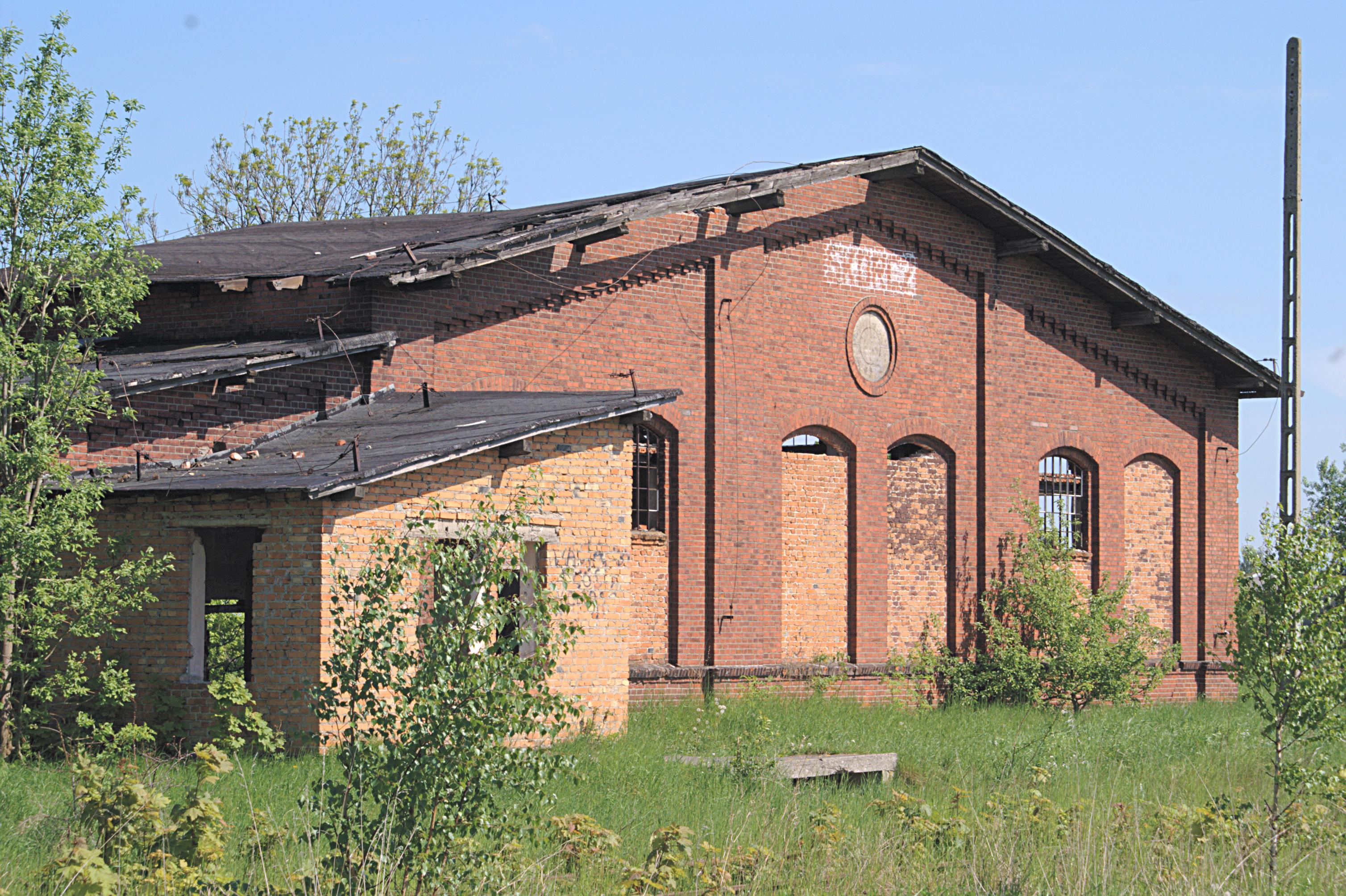
Lokomotywownia
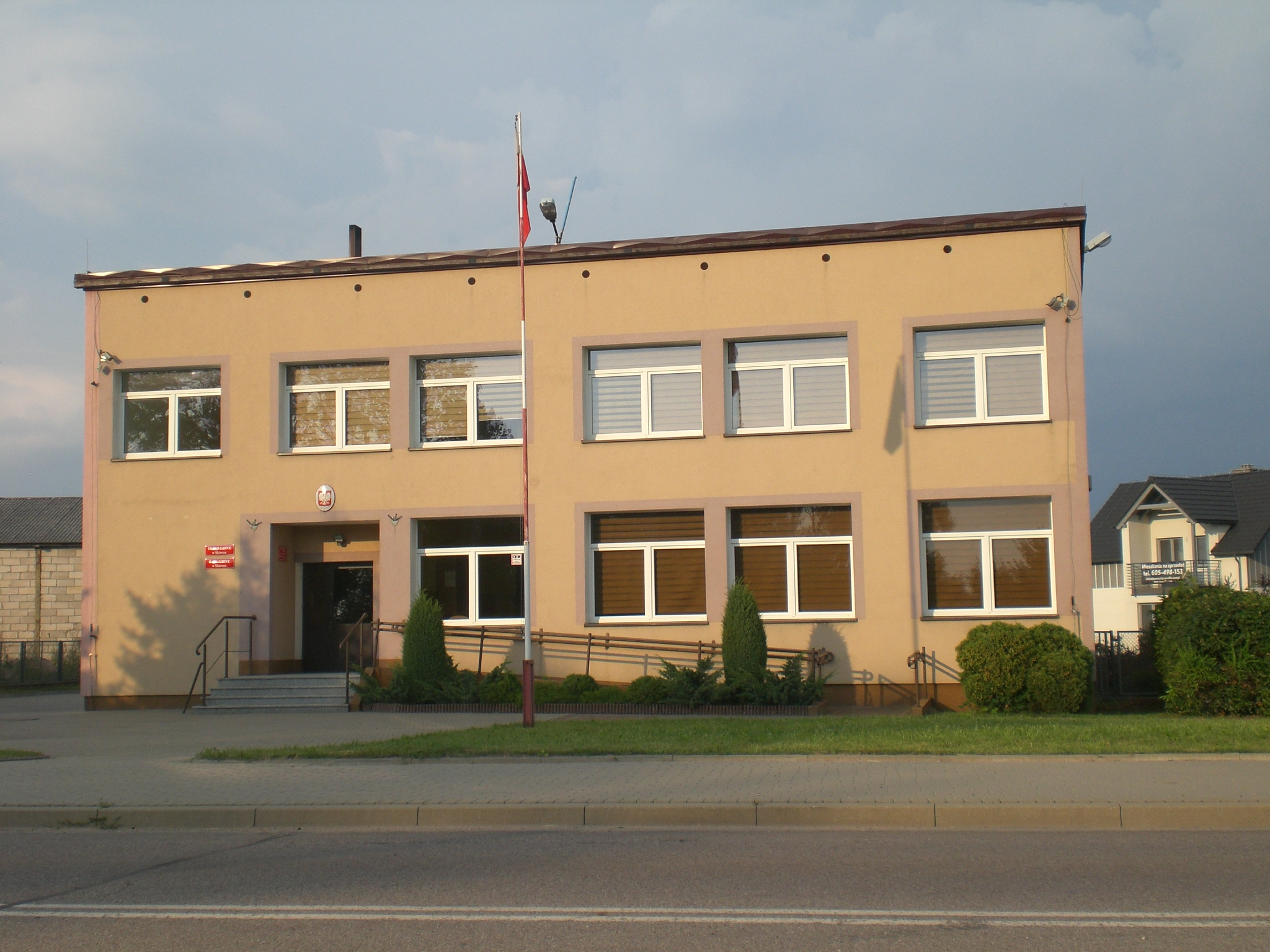
Urząd Gminy